# Волконский, Михаил Петрович Жмурка
Князь Михаил Петрович Волконский по прозванию «Жмурка» (ок. 1540 — до 1610) — голова и воевода в правление царей Фёдора Иоанновича и Бориса Фёдоровича.
Рюрикович в XIX поколении, представитель 1-й ветви княжеского рода Волконских. Единственный сын князя Петра Ипатовича Волконского. Сестра — Антонида Волконская (ок. 1542—1617), жена князя Фёдора Ивановича Хворостинина († 1608).

## Биография
Голова при воеводе Якове Михайловиче Годунове в Новосили (март 1591), а впоследствии второй воевода там же. В августе того же года после изгнания крымской орды из пределов Московского государства, отправлен вторым воеводой в южную крепость Крапивна, оттуда переведен головой к воеводе Ивану Григорьевичу Волынскому в Новосиль. Служил воеводой в Пронске (1592), сходный воевода Большого полка в Туле (1593). Первый голова в Тобольске (1596-1597). По царскому указу вызван в Москву, отправлен сходным воеводой Большого полка украинных войск (1597). Голова сотенный в Алатыре (1599-1600). Назначен воеводой в Астрахань (1600). Воевода в Шацке (1601), откуда отправлен в Ливны, чтобы сопроводить до границ крымских гонцов. Воевода в Ливнах (1603-1604).
Помещик Можайского уезда.
Год смерти не указан, имеется только запись, что умер при царе Василии Шуйском.

## Семья
Женат на Марии Ивановне (? — 1613), написала духовное завещание (1613).
Дети:
- Князь Волконский Владимир Михайлович — бездетный.
- Князь Волконский Лев Михайлович († после 1633) — рында и воевода.
- Князь Волконский Иван Михайлович († после 1649) — при отъезде Государя в Троице-Сергиев монастырь оставался в Москве для её бережения (1626), воевода в Кузнецке (1628-1631), Белоозере, потом в Курске (1648-1649).